# Polina Rajko
Polina Andrijewna Rajko (ur. 15 maja 1928 w Aleszkach, dawniej Ciurupińsku, w obwodzie chersońskim, zm. 15 stycznia 2004 tamże) – ukraińska malarka.

## Życiorys
Urodzona pod panieńskim nazwiskiem Soldatowa jako najmłodsza spośród rodzeństwa – trzech sióstr i dwóch braci. W 1940 roku została zesłana do Niemiec. W wieku 22 lat, w 1950 roku, poślubiła Mykołę Oleksijowicza Rajko, z którym miała córkę Olenę (ur. 1951) i syna Serhija (ur. 1953). Przez całe życie mieszkała w swoim rodzinnym mieście i zajmowała się wraz z mężem uprawą roli.
Zaczęła tworzyć w 1998 roku, w wieku 69 lat, po śmierci męża i dzieci, po kolei ozdabiając malowidłami kolejne partie swojego domu – ściany, sufity, piec, ogrodzenia. Najczęściej pojawiającymi się motywami są przedstawienia roślin, zwierząt, aniołów i ludzi przy pracy. Nie miała wykształcenia artystycznego, przez co badacze często kwalifikują jej dzieła do nurtu sztuki ludowej, a także sztuki naiwnej. W 2000 roku jej sztuką zainteresowali się turyści, a następnie historycy sztuki i etnografowie.
Polina Rajko zmarła w Aleszkach w 2004 roku. W 2005 został wydany katalog The Road to Paradise – nad publikacją pracowali etnografowie i grupa artystyczna „Totem”. W 2006 roku powstał na jej temat film dokumentalny pt. Raj w reżyserii Nadziei Koszman. Dom Rajko został zakupiony niedługo po jej śmierci przez Kanadyjczyka, Andriusa Nemickasa. W celu jego utrzymania i konserwacji oraz popularyzacji twórczości artystki została także powołana fundacja jej imienia. Malowidła Rajko zostały zreprodukowane na grupowej wystawie A Space of One’s Own, organizowanej przez Pinchuk Art Centre w 2018 roku.
W 2022 roku, podczas inwazji Rosji na Ukrainę, gołębica namalowana przez Rajko stała się symbolem ukraińskiego oporu w Chersoniu. Jej dom został całkowicie zalany po zniszczeniu zapory Kachowskiej Elektrowni Wodnej.